# Curtis Stigers
Curtis Stigers (ur. 18 października 1965 w Boise) – amerykański wokalista jazzowy, saksofonista, gitarzysta oraz autor tekstów.
Profesjonalną karierę rozpoczął na początku lat 90., gdy podpisał kontrakt z wytwórnią płytową Arista Records, w której wydał dwie płyty. Współpracował z takimi wykonawcami, jak Elton John, Eric Clapton oraz Prince. Jego własne przeboje to "I Wonder Why" i "You're All That Matters to Me". Utwory muzyka pojawiły się też w ścieżkach dźwiękowych z serialu Jezioro marzeń i filmu Bodyguard.

## Dyskografia
- Curtis Stigers (Arista, 1991)
- Time Was (Arista, 1995)
- Brighter Days (Columbia, 1999)
- All That Matters (BMG/Camden, 2001)
- Baby Plays Around (Concord Jazz, 2001)
- Secret Heart (Concord Jazz, 2002)
- You Inspire Me (Concord Jazz, 2003)
- I Think It's Going to Rain Today (Concord Jazz, 2005)
- Real Emotional (Universal, 2007)
- Lost In Dreams (Concord, 2009)
- Let's Go Out Tonight (Concord Jazz, 2012)
- Hooray For Love (Concord Jazz, 2014)
- One More for the Road [live] (Concord Jazz, 2017)
- Gentleman (EmArcy, 2020)
- This Life (EmArcy, 2022)